# 朱瞻埈
鄭靖王朱瞻埈（1404年3月27日—1466年6月8日），是明仁宗朱高熾庶次子，明朝第一代鄭王，乃李賢妃所出。朱瞻埈於永樂二十二年十月十一（1424年11月1日）被封為鄭王。
明仁宗崩逝時，張皇后命令朱瞻埈和他的弟弟襄王朱瞻墡監國，直至明宣宗即位。後來宣宗親征樂安，仍命朱瞻埈和朱瞻墡守北京。
宣德四年（1429年），朱瞻埈就藩鳳翔府。後因第十弟衛恭王朱瞻埏薨逝故而在正統八年（1443年）明英宗下詔改封至懷慶府。入主王府前，朱瞻埈先留在北京，次年（1444年）之國。
朱瞻埈個性暴厲，數次杖打打死人。明英宗以御史周瑛為他的長史，他的行為稍為收歛。他在位四十二年，在成化二年（1466年）過世，諡號靖，兩年後其子朱祁鍈就嗣位。